# فنلاند در المپیک تابستانی ۱۹۰۸
فنلاند در بازی‌های المپیک تابستانی ۱۹۰۸ که در شهر لندن بریتانیای کبیر برگزار شد، کاروان فنلاند با ۶۷ ورزشکار در این رقابت‌ها شرکت کرد و موفق به کسب ۵ مدال (۱ طلا، ۱ نقره، ۳ برنز) شد. در جدول رتبه‌بندی توزیع مدال‌ها، فنلاند در ردهٔ ۱۳ مسابقات قرار گرفت.